# Calospila fannia
Espèce
Calospila fannia est une espèce d'insectes lépidoptères de la famille des Riodinidae et du genre Calospila.

## Dénomination
Calospila fannia a été décrit par Frederick DuCane Godman en 1903 sous le nom de Lemonias fannia.

## Description
Calospila fannia est un papillon au dessus noir avec aux postérieures une bande marginale bleue. Le revers est marron avec une ligne submarginale de points noirs et des lignes noires qui lui sont parallèles.

## Écologie et distribution
Calospila fannia n'est présent qu'au Guyana.

### Biotope
Il réside dans la forêt tropicale.

### Protection
Pas de statut de protection particulier.